# What Maisie Knew
What Maisie Knew (em português, O quê Maisie sabia ou Pelos Olhos de Maisie) é um romance de Henry James, publicado primeiramente como série em The Chap-Book, e (revisto e resumido) na New Review em 1897, e posteriormente como livro no mesmo ano. Trata-se da história de uma filha sensível de pais divorciados e irresponsáveis. Este romance tem grande relevância atual como análise de uma família profundamente perturbada. O livro demonstra a grande habilidade técnica de James, conforme acompanha a personagem título da tenra infância até sua maturidade precoce. O romance foi recentemente adaptado ao cinema.

## Enredo
Quando Beale e Ida Farange se divorciam, a corte decreta que sua única filha, a jovem Maisie, despenderá seis meses do ano com cada um dos dois. Os pais são imorais e frívolos, e usam Maisei para intensificar o ódio entre si. Beale Farange se casa com Miss Overmore, a bela preceptora de Maisie, enquanto Ida se casa com o simpático, mas fraco, Sir Claude. Maise tem uma nova preceptora: a antiquada e um tanto ridícula, mas devota, sra. Wix.
Tanto Ida quanto Beale logo traem seus esposos, por sua vez, Claude e a nova sra. Farange começam um caso entre si. Os pais de Maisie essencialmente abandonam-na, e ela se torna responsabilidade de Claude. Eventualmente, Maisie deve decidir se deseja ficar com Sir Claude e a sra. Farange. Na longa seção final do livro, que se passa na França, Maisie, mais velha (provavelmente adolescente), luta para escolher entre ficar com eles ou com a sra. Wix. Acaba concluindo que a relação dos seus "novos" pais terminará como a dos biológicos. Ela os deixa para ficar com a sra. Wix, sua mais confiável tutora.